# أحمد المعنوني
أحمد المعنوني (مواليد 25 نوفمبر 1944) هو مخرج أفلام ومصور سينمائي وكاتب مسرحي ومنتج أفلام مغربي، قام بإخراج مجموعة من الأفلام التي أصبحت علامات بارزة في تاريخ السينما المغربية، وهو عضو مؤسس لجمعية السينمائيين العرب بفرنسا، وممثل لأوروبا في الغرفة المغربية لمنتجي الأفلام.
صنفت أعماله كأنجح الأعمال السينمائية المغربية والمغاربية، وأكثرها تقديرًا واحترامًا لدى الجمهور المغربي والمغاربي، تعتبر أعماله الأكثر تأثيرا وشهرة في تاريخ السينما المغربية، انطلق مع فن السينما من خلال مجهودات بسيطة، تمكن من الإبداع بالوسائل المتاحة في بداية مشواره الفني، قبل إنتاج تحفتي «الحال» و «آليام آليام» بين سنتي 1979 و1982.
تعتبر أعماله فريدة من نوعها على مستوى الساحة السسينمائية المغربية، شكلت دفعة حقيقية أخرجت السينما المغربية من بوتقة المحلية إلى العالمية، بتوظيفه الجيد الذي ينم عن ذكاء فني للتراث الثقافي والشعبي والموسيقي والغنائي للمغرب.

## النشأة
ولد أحمد المعنوني سنة 1944 بالعاصمة الاقتصادية والثقافية للمغرب المعاصر مدينة الدار البيضاء،
أكسبته مدينة الدار البيضاء في حقبتي موجة الستينيات والسبعينيات تعلقا بالصبغة المغربية وارتباطا عميقا بنفحات تراب وطنه الأم، من خلال معايشته لأهم الحركات الفنية والسياسية والاجتماعية والثقافية للعاصمة الاقتصادية والثقافية للمغرب المعاصر، ستظهر لاحقا من خلال أعماله الفنية المتميزة، وقد مكنه اطلاعه على الثقافة الأروبية مبكرا صقل ذوقه الفني، جيث أتمّ دراسة المسرح بجامعة مسرح الأمم بباريس، كما درس الاقتصاد بجامعة باريس دوفين في فرنسا، ودرس السينما في معهد «(LINSAS) إنساس» للسينما ببروكسيل في بلجيكا.

## أعماله وبصمته مع السينما المغربية
يعتبر أحمد المعنوني، واحدا من المخرجين المغاربة القلائل الذين ظلوا أوفياء لمستوى فني راقي في السينما المغربية. مركزا في أعماله الفنية على القيمة الفنية والفكرية والثقافية، مما أكسبه ثقلا على الساحة الفنية المغربية والمغاربية، بل يعتبر أول وأهم من فتحوا أبواب العالمية أمام السينما المغربية، من خلال العمل السينمائي «الحال» الذي عرف نجاحا واسعا داخل المغرب وخارجه، وحصدت أعماله العديد من الجوائز الدولية.
وقد تميزت أعمالة باختلاف وتعدد الموضوعات، لكن بصمة الإبداع والنضج الفني في الرسالة الهادفة ظلت حاضرة فيها.
وقبل أن يدخل عالم السينما، ألف المعنوني وأخرج العديد من المسرحيات أهمها «صدى الشباب» التي شارك في تشخيصها الجيلالي فرحاتي في أواخر ستينيات القرن الماضي بباريس.
وفي عالم التأليف أنجز له مؤلف تحت عنوان: «إعادة المغاربة إلى قاعات السينما»

### أهم الأعمال والجوائز

ملصق لفيلم الحال الذي يعتبر واحدا من أنجح الأعمال السينمائية بالمغرب

زاول أحمد المعنوني السينما أولا كهواية قبل دخول عالم الاحترافية، وذلك من خلال إنجازه لفيلمين وثائقيين قصيرين بالأبيض والأسود، هما «فونكس بالمغرب» سنة 1972، و«مهرجان طبركة» سنة 1973، وأضاف إلى رصيده فيلمين وثائقيين قصيرين تحت عنوان «مسرح الكراكيز» سنة 1973 و «الطفولة المهاجرة» سنة 1974.
إلا أن آوخر سنوات السبعينيات ستعرف منعطفا في المسار الفني للمعنوني، عندما سيدخل العالمية بإنتاج فلمين بقيت كتحفة فنية في الخزانة الفنية للسينما المفربية، وهما على التوالي، فيلم آليام آليام، وفيلم الحال:
- فيلم آليام آليام: مدة الفيلم 90 دقيقة، إنتاج سنة 1978، يعتبر بمثابة بداية السينما المغربية الحديثة، كتبه وأدار تصويره المعنوني نفسه. وإدارة الصوت «لريكاردو كاسترون»، موسيقى الفيلم من توقيع فرقة «ناس الإيوان»، أما المونتاج فقد أنجزه «مارتين شيكو».

يعتبر الفيلم تحفة سينمائية مغربية بامتياز، اختير سنة 1978 للمشاركة في المسابقة الرسمية لمهرجان كان، كما حصل على الجائزة الكبرى في «مهرجان مانهايم»، وعلى أكثر من عشرين جائزة دولية.
- فيلم الحال: فيلم وثائقي، يعتبر الآن بمثابة «وثيقة سينمائية تاريخية» تطرق فيها المخرج إلى حياة وبيئة «ناس الغيوان» في ارتباطها بمنطقة الحي المحمدي بالدار البيضاء.

تحول الإنتاج الوثائقي من المحلية إلى العالمية، حيث حصل على الجائزة الأولى لـ ESEC سنة 1982، كما تم اختيار الفيلم في المسابقة الرسمية لمهرجان لندن، ومهرجان نيويورك. كما اختير الفيلم ليعرض ضمن فقرة «كان كلاسيك» في مهرجان كان السينمائي سنة 2007.
كما اختير هذا الوثائقي كأول فيلم يتم تقديمه من طرف المخرج السينمائي العالمي مارتن سكورسيزي ليعرض في افتتاح تدشين «المنظمة العالمية للسينما».
- فيلم قلوب محترقة: اعتبره المعنوني جزءا من سيرته الذاتية، وبعد غياب غير مفهوم عن الشاشة الفضية لأكثر من 26 سنة، خصوصا بعد النجاح الذي حصده من خلال شريطيه الوثائقيين «آليام آليام» سنة 1968، و«الحال» سنة 1982.

فيلم قلوب محترقة من بطولة هشام بهلول، يحكي قصة مهندس مغربي شاب، يقطن بفرنسا قبل أن يقرر العودة إلى المغرب لزيارة خاله الذي يحتضر، الشاب التائة الذي يزور خاله المريض يوميا عسى أن يتكلم هذا الأخير ويخبره عن السبب الذي جعله يقسو عليه في طفولته، ويتحول اللقاء بين العجوز الذي يشرف على الموت وأمين العائد من الغربة إلى لحظات طويلة للمحاسبة بين عجوز يموت وشاب يريد أن يحيا دون عقدة القمع والذاكرة المؤلمة، بعد انقطاع التواصل بينهما لأزيد من عشر سنوات. ينتهي الفيلم بمشهد صورة الخال القاسي تأكلها النيران، بينما بطل الفيلم ممدد على الأرض، ولم يعرف هل مات المهندس المغترب أم إنه ارتاح فقط من موت «الطاغية»!!
اختار المخرج لفيلمه اللونين الأسود والأبيض، مما مما أدى إلى بعض الانتقادات، فربما هو شريط أسود في ذاكرة الفنان، يقول أحمد المعنوني، «لقد اخترت أن أشتغل في هذا الفيلم بالأبيض والأسود لقتل جمالية مدينة فاس التي تلمع كالذهب»
حاز الفيلم جوائز مهمة على الصعيد الوطني والعربي، وافتتح المهرجان الأول للفيلم المغربي بنيويورك من يومي 29 و30 أكتوبر لسنة 2010.، شارك في مهرجان دمشق السينمائي، وحاز على الجائزة البرونزية.
وفي المهرجان الدولي للفيلم العربي بالجزائر، حصل فيلم «قلوب محترقة» على جائزة أحسن إخراج لأحمد المعنوني.

## آخر الأعمال
يعمل أحمد المعنوني مؤخرا على إنتاج إفلام شاهدة على العصر، يسعى من خلالها إلى توثيق أحداث مفصلية من تاريخ المغرب الحديث والمعاصر، ومن بين هذه الأفلام الوثائقية:
- «حوارات مع إدريس الشريبي» الذي اختير رسميا بـ FIPATEL سنة 2007.
- "المغرب فرنسا تاريخ مشترك" سنة 2005- 2006 وهو فيلم وثائقي يتكون من ثلاثة أجزاء وثائقية وهي: "خيال الحماية"، المقاومون" و"التحديات الجديدة".
- وثائقي حياة «محمد الخامس» الذي أنتجه سنة 2000.
- وثائقي الكوم المغاربة الذي وقعه سنة 1993.

وينكب المخرج المغربي مؤخرا على إنجاز سيناريو فيلم عن الباشا«التهامي الكلاوي»، تقول المصادر سيكون من تنفيذ المخرج العالمي مارتن سكورسيزي.

## وصلات خارجية
- أحمد المعنوني على موقع IMDb (الإنجليزية)
- أحمد المعنوني على موقع ألو سيني (الفرنسية)
- أحمد المعنوني على موقع قاعدة بيانات الفيلم (الإنجليزية)
- أحمد المعنوني على موقع كينوبويسك (الروسية)